# Ramularia septata
Ramularia septata är en svampart som först beskrevs av Hermann Friedrich Bonorden, och fick sitt nu gällande namn av Bubák 1916. Ramularia septata ingår i släktet Ramularia och familjen Mycosphaerellaceae.   Inga underarter finns listade i Catalogue of Life.